# 小田站 (岡山縣)

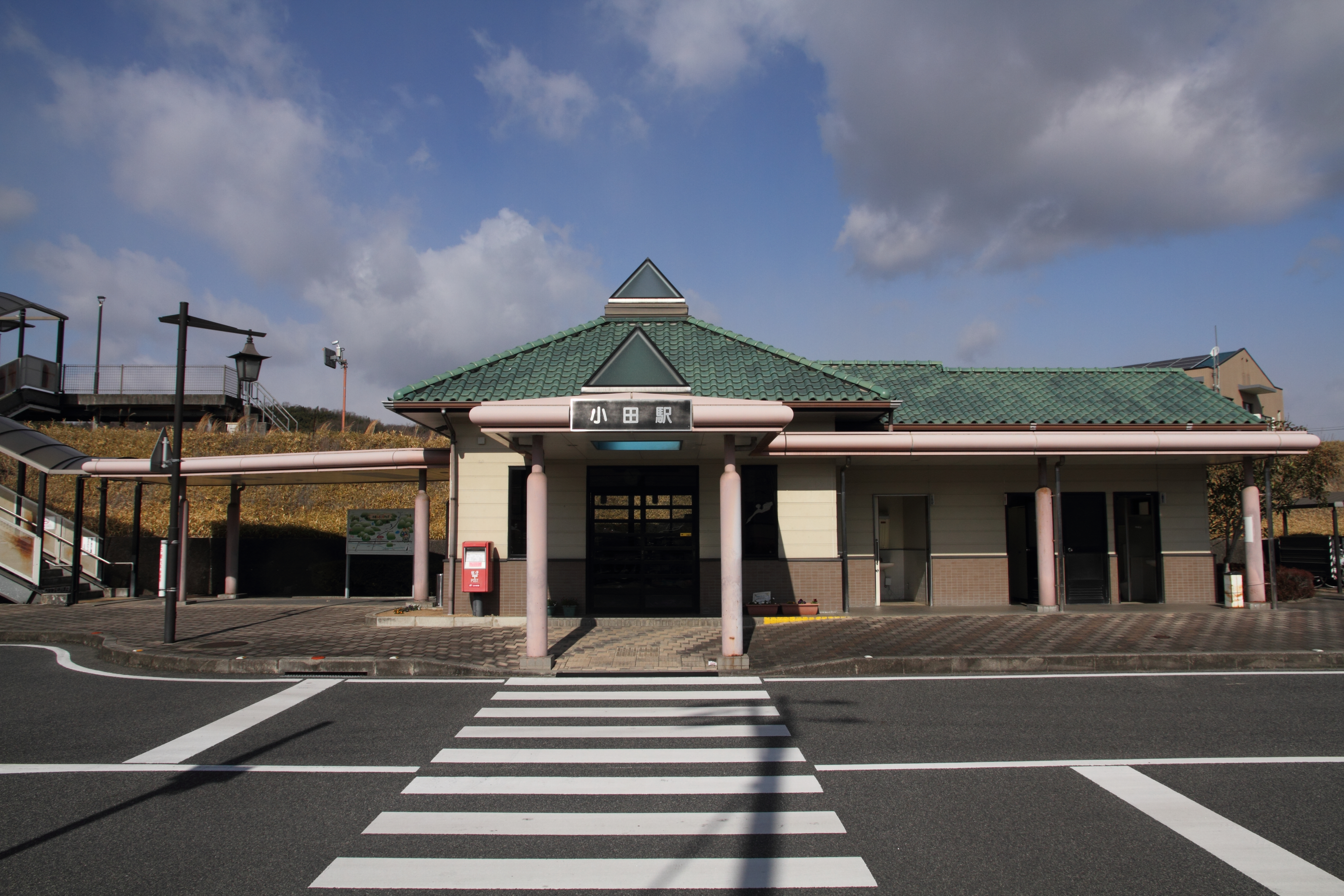
站房正面（2022年2月）

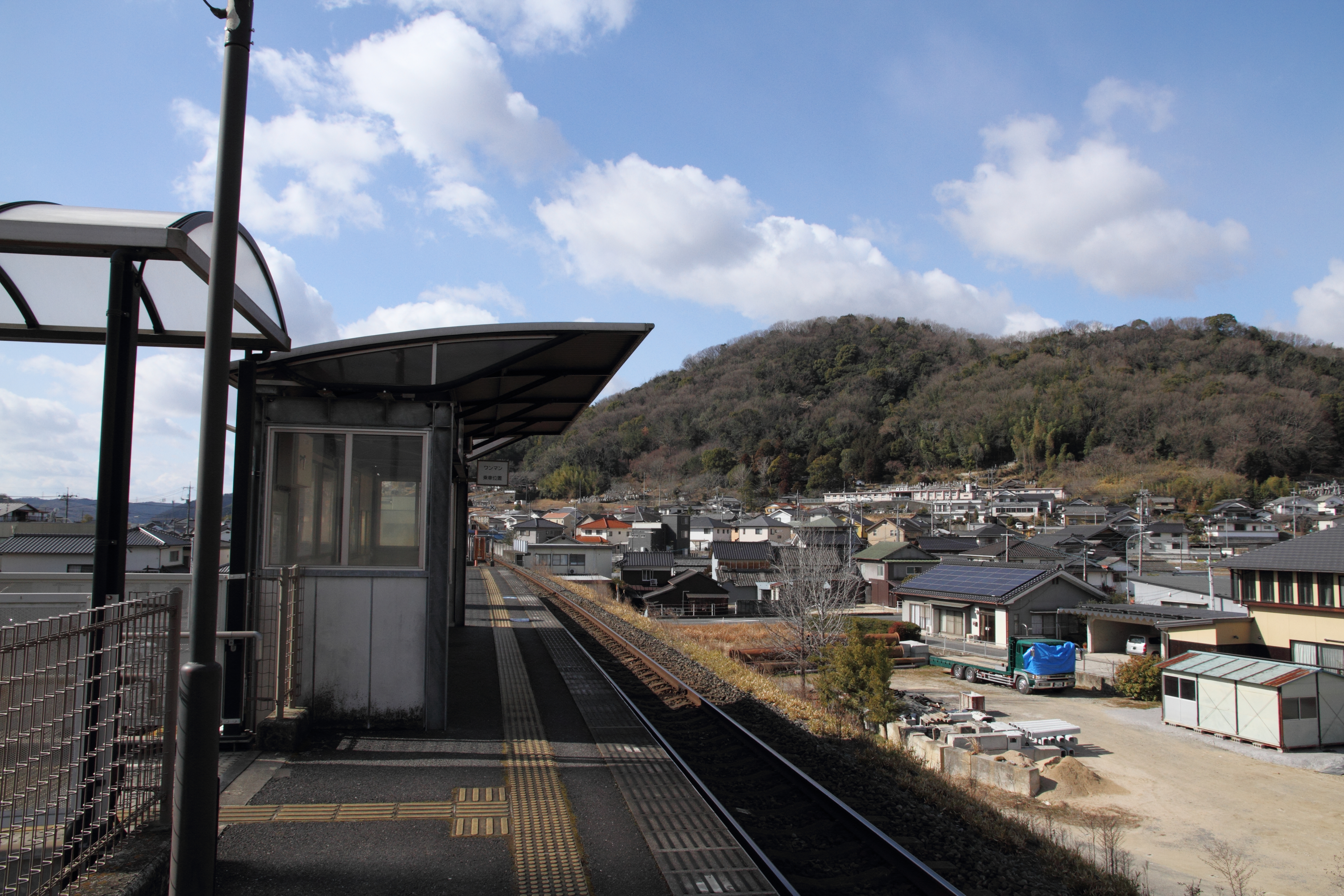
月台（2022年2月）

小田站（日语：／ Oda eki */?）是井原鐵道井原線的車站，位於岡山縣小田郡矢掛町小田。

## 歷史
- 1999年（平成11年）1月11日 - 井原線開通，此站啟用[1]。

在車站附近曾經設有井笠鐵道矢掛線備中小田站。

## 車站構造
車站是一座高架車站，設有1面1線的單式月台。前往神邊方向的列車會開啟左邊車門。站房位於高架橋下東南方，內設有租賃單車櫃臺，沒有售票服務。另外，此站沒有自動售票機，車站出入口直接連接月台。此站設有泊車轉乘設施，站前設有停車場，可停泊24架車輛。

## 使用狀況
以下為1日平均乘車人次：
| 年度   | 1日平均 乘車人次 |
| ------ | ---------------- |
| 2018年 | 100              |

## 車站周辺
- 笠岡市矢掛町中學組合立小北中學（日语：笠岡市矢掛町中学校組合立小北中学校）
- 矢掛町立小田小學
- 笠岡市立北川小學
- 小田郵局
- 國道486號（日语：国道486号）
- 岡山縣道48號笠岡美星線（日语：岡山県道48号笠岡美星線）
- 縣營廣域營農團地農道備中西部地區（星之里街道（日语：星の里街道））
- 宇内螢火蟲公園…在站名牌的下半部分的圖案是在於公園中可看見的螢火蟲[1]。

車站西南方一帶為前山陽道的町並，設有一些古老西式建築物。在站前廣場中，設在於當地出身的室町時代歌人正徹表彰碑。

## 巴士路線
在路口處（沒有路口名稱）東邊國道486號的縣營廣域營農團地農道備中西部地區（星之里街道）上（小田站入口、7-11矢掛小田店前），以及在路口（沒有路口名稱）西邊國道486號、岡山縣道48號笠岡美星線上設有「小田東」巴士站。
- 圖例
  - ■ 井笠巴士公司（日语：井笠バスカンパニー）

| 乘車處                      | 路線名稱    | 目的地、方向等                                     | 備註         |
| --------------------------- | ----------- | -------------------------------------------------- | ------------ |
| 路口東邊（東行） （7-11前） | ■笠岡矢掛線 | 東川面、井原線矢掛站、矢掛（小林）                 |              |
| 路口西邊（西行）            | ■笠岡矢掛線 | 新山、吉田、追分、笠高入口、笠岡站前               |              |
| 路口西邊（西行）            | ■笠岡矢掛線 | 新山、吉田、追分、笠高入口、笠岡站前、笠岡市民醫院 | 只於平日服務 |

## 相鄰車站
井原鐵道
■井原線
矢掛－小田－早雲之里荏原

## 注腳
1. 1 2 3 4 5 6 7  . 鐵道畫刊 (鐵道畫刊社). 1999-4, 33 (4): 70–74.
2. ↑  , JTB: 106, 2000 （日语）
3. ↑  國土數値情報 不同站的上下車人次數據 （页面存档备份，存于） - 國土交通省，2019年9月3日參閲

## 外部連結
- 小田站 – 井原鐵道 （页面存档备份，存于）（日語）